# دمین
دمین (به آلمانی: Demmin) روستایی در ایالت مکلنبورگ-فورپومرن است که در ناحیهٔ مکلنبورگیشه زنپلاته کشور آلمان واقع شده است.

## جنگ جهانی دوم
روستای دمین در زمان جنگ ۱۵ هزار نفر جمعیت داشت. درپی سقوط رایش سوم در تاریخ ۸ مه ۱۹۴۵ میلادی، دست‌کم ۷۰۰ تا ۱۰۰۰ نفر از اهالی روستا خود را کشتند.